# جورغيييفكا
جورغيييفكا (بالروسية: Георгиевка) هي مدينة في مقاطعة سمارا أوبلاست في روسيا.